# Liste der Monuments historiques in Torcheville
Die Liste der Monuments historiques in Torcheville führt die Monuments historiques in der französischen Gemeinde Torcheville auf.

## Liste der Objekte
| Bezeichnung   | Beschreibung                                                        | Standort                       | Kennzeichnung | Schutzstatus | Datum | Bild |
| ------------- | ------------------------------------------------------------------- | ------------------------------ | ------------- | ------------ | ----- | ---- |
| Orgel         | Haupteintrag für PM57001087                                         | in der Kirche St-Pierre (Lage) | PM57001086    | Inscrit      | 1986  |      |
| Orgelprospekt | im 18. oder 19. Jahrhundert gebaut, möglicherweise von Joseph Géant | in der Kirche St-Pierre (Lage) | PM57001087    | Inscrit      | 1986  |      |